# Municipio de Cibla
El municipio de Ciblas (en Letón: Ciblas novads) es uno de los ciento diez municipios de Letonia, se encuentra localizado en el suroeste de dicho país báltico. Fue creado durante el año 2000 después de una reorganización territorial. La capital es la villa de Cibla.

## Ciudades y zonas rurales
- Ciblas pagsts (zona rural)
- Blontu pagsts (zona rural)
- Līdumnieku pagsts (zona rural)
- Pušmucovas pagsts (zona rural)
- Zvirgzdenes pagsts (zona rural)

## Población y territorio
Su población se encuentra compuesta por un total de 3.410 personas (2009). La superficie de este municipio abarca una extensión de territorio de unos 509,4 kilómetros cuadrados. La densidad poblacional es de 6,69 habitantes por cada kilómetro cuadrado.